# Säsong 26 av Simpsons
Säsong 26 är den 26:e säsongen av Simpsons, och sändes mellan 28 september 2014 och 17 maj 2015 på Fox i USA.

## Lista över avsnitt
| Nr | Titel                           | Regissör          | Författare                     | Sändes på Fox     | Svensk tv-premiär | Produktkod |
| --- | ------------------------------- | ----------------- | ------------------------------ | ----------------- | ----------------- | ---------- |
| 553 - 1 | "Clown in the Dumps"            | Steven Dean Moore | Joel H. Cohen                  | 28 september 2014 | 28 januari 2015   | SABF20     |
| Efter en misslyckad rost besöker Krusty sin pappa som dör och han går då i pension. Lisa är orolig över Homers hälsa och börjar skydda honom. Gästskådespelare: David Hyde Pierce, Don Hertzfeldt, Jackie Mason, Kelsey Grammer, Maurice LaMarche, Jeff Ross och Sarah Silverman. |                                 |                   |                                |                   |                   |            |
| 554 - 2 | "The Wreck of the Relationship" | Chuck Sheetz      | Jeff Westbrook                 | 5 oktober 2014    | 4 februari 2015   | SABF17     |
| Homer är trött på att Bart inte respekterar honom som sin far efter att han vägrar äta en bit broccoli. Marge bokar in dem då på ett båtläger för far och son. Marge får under tiden ta hand om Homers Fantasy Football-lag. Gästskådespelare: Nick Offerman. |                                 |                   |                                |                   |                   |            |
| 555 - 3 | "Super Franchise Me"            | Mark Kirkland     | Bill Odenkirk                  | 12 oktober 2014   | 11 februari 2015  | SABF19     |
| Efter att Marges smörgåsar blir populära på Springfield Elementary School öppnar hon ett smörgåscafé som familjen tillsammans börjar driva men de får snabbt konkurrens. |                                 |                   |                                |                   |                   |            |
| 556 - 4 | "Treehouse of Horror XXV"       | Matthew Faughnan  | Stephanie Gillis               | 19 oktober 2014   | 4 mars 2015       | SABF21     |
| School is Hell: Bart och Lisa upptäcker en magisk skolbänk som skickar dem till helvetet där Bart börjar studera och blir en hedersstudent. A Clockwork Yellow: Moog leder en grupp som älskar att busa men då Dum blir kär i en kvinna splittras gruppen och Carlton och Leonard blir poliser. The Others: Familjens hus blir hemsökt av deras fona jag från The Tracey Ullman Show som bestämmer sig för att döda dem. Gästskådespelare: John Ratzenboooogrrrr |                                 |                   |                                |                   |                   |            |
| 557 - 5 | "Opposites A-Frack"             | Matthew Nastuk    | Valentina L. Garza             | 2 november 2014   | 11 mars 2015      | SABF22     |
| Mr. Burns börjar med fracking i Springfield men hans planer stoppas av Maxine Lombard och de båda förälskar sig i varandra. Guest star: Jane Fonda och Robert Siegel. |                                 |                   |                                |                   |                   |            |
| 558 - 6 | "Simpsorama"                    | Bob Anderson      | J. Stewart Burns               | 9 november 2014   | 18 mars 2015      | SABF16     |
| I framtiden har Bart skapat ett monster efter att han lagt en smörgås i nutiden i en tidskapsel. Bender skickas till Springfield för att döda Homer men då han istället blir god vän kommer resten av gänget från Planet Express för att döda Homer. Gästskådespelare: Billy West, Frank Welker John DiMaggio, Katey Sagal, Lauren Tom, Maurice LaMarche och Phil LaMarr.                                                                                        |                                 |                   |                                |                   |                   |            |
| 559 - 7 | "Blazed and Confused"           | Rob Oliver        | Carolyn Omine & William Wright | 16 november 2014  | 25 mars 2015      | TABF01     |
| Bart får en ny lärare, Mr. Lassen, som mobbar klassen och Bart bestämmer sig för att hämnas på "Blazing Guy" där Lassen ska vara den som tänder elden. Gästskådespelare: Kelsey Grammer och Willem Dafoe. |                                 |                   |                                |                   |                   |            |
| 560 - 8 | "Covercraft"                    | Steven Dean Moore | Matt Selman                    | 23 november 2014  | 1 april 2015      | TABF02     |
| Homer får en livskris och köper en bas. Tillsammans med andra medelålders män i Springfield bildar de ett band där de spelar coverlåtar. En av medlemmarna, sångaren Apu, lämnar sen gruppen för Sungazer. Gästskådespelare: Sammy Hagar och Will Forte. |                                 |                   |                                |                   |                   |            |
| 561 - 9 | "I Won't Be Home for Christmas" | Mark Kirkland     | Al Jean                        | 7 december 2014   | 8 april 2015      | TABF03     |
| Marge sparkar ut Homer på julafton efter att han stannade på Moe's för att trösta Moe för han var ensam. Då Marge får reda på orsaken börjar hon leta upp Homer. |                                 |                   |                                |                   |                   |            |
| 562 - 10 | "The Man Who Came to Be Dinner" | David Silverman   | Al Jean & David Mirkin         | 7 januari 2015    | 15 april 2015     | RABF15     |
| Familjen besöker Dizneeland; de hittar där den nya attraktionen "Rocket to Your Doom" som visar sig vara ett rymdskepp som Kang & Kodos äger. Rymdskeppet tar dem till Rigel 7, där de hamnar på ett zoo tills en av dem ska bli uppäten. |                                 |                   |                                |                   |                   |            |
| 563 - 11 | "Bart's New Friend"             | Bob Anderson      | Judd Apatow                    | 11 januari 2015   | 29 april 2015     | TABF05     |
| Familjen är en på en cirkus där Homer hypnotiseras att tro att han är tio år. Hypnotisören försvinner sedan då polisen letar efter honom och han är fast i transen tills polisen hittar honom. Bart blir under tiden bättre vän med Homer, medan Marge saknar den gamla Homer. Gästskådespelare: Stacy Keach. |                                 |                   |                                |                   |                   |            |
| 564 - 12 | "The Musk Who Fell to Earth"    | Matthew Nastuk    | Neil Campbell                  | 25 januari 2015   | 21 september 2015 | TABF04     |
| Elon Musk kommer till Springfield och han blir vän med Homer. Musk får problem sen med Mr. Burns och avslutar Homers vänskap. Gästskådespelare: Elon Musk. |                                 |                   |                                |                   |                   |            |
| 565 - 13 | "Walking Big & Tall"            | Chris Clements    | Michael Price                  | 8 februari 2015   | 28 september 2015 | TABF06     |
| Lisa och Bart skriver en ny nationalsång till Springfield då de upptäcker att den gamla är en plagiat. Gästskådespelare: Kevin Michael Richardson och Pharrell Williams. |                                 |                   |                                |                   |                   |            |
| 566 - 14 | "My Fare Lady"                  | Michael Polcino   | Marc Wilmore                   | 15 februari 2015  | 5 oktober 2015    | TABF07     |
| Marge blir trött på att köra runt barnen. Moe börjar jobba som städare på Springfields kärnkraftverk. Gästskådespelare: Christopher Lloyd och Rich Sommer. |                                 |                   |                                |                   |                   |            |
| 567 - 15 | "The Princess Guide"            | Timothy Bailey    | Brian Kelley                   | 1 mars 2015       | 12 oktober 2015   | TABF08     |
| Nigerianska prinsessan Kemi kommer till Springfield för att få ett uraniumavtal med Mr. Burns. Moe har förlorat pengar till en nigeriansk prins och tror att det är hon, och det slutar med att han blir kär i henne. Gästskådespelare: Jon Lovitz, Kevin Michael Richardson, Richard Branson och Yaya DaCosta. |                                 |                   |                                |                   |                   |            |
| 568 - 16 | "Sky Police"                    | Rob Oliver        | Matt Selman                    | 8 mars 2015       | 19 oktober 2015   | TABF09     |
| Clancy Wiggum får en jetpack för att slåss mot brottsligheten men han kraschar i kyrkan istället och de börjar slå vad om att bygga upp den igen. Gästskådespelare Nathan Fielder. |                                 |                   |                                |                   |                   |            |
| 569 - 17 | "Waiting for Duffman"           | Steven Dean Moore | John Frink                     | 15 mars 2015      | 26 oktober 2015   | TABF10     |
| Duffman pensionerar sig och Duff letar efter en ny Duffman. Homer får jobbet men upptäcker då att han måste vara nykter. Gästskådespelare Cat Deeley, R. Lee Ermey och Stacy Keach. |                                 |                   |                                |                   |                   |            |
| 570 - 18 | "Peeping Mom"                   | Mark Kirkland     | John Frink                     | 19 april 2015     | 2 november 2015   | TABF11     |
| Bart ljuger om en krasch som han var med honom så Marge börjar följa efter honom tills han erkänner. Flanders får en ny hund och Homer glömmer bort Santa’s Little Helper. |                                 |                   |                                |                   |                   |            |
| 571 - 19 | "The Kids Are All Fight"        | Bob Anderson      | Rob LaZebnik                   | 26 april 2015     | 9 november 2015   | TABF12     |
| Homer kollar på en film som från när Bart och Lisa var småbarn och hur de började bråka. |                                 |                   |                                |                   |                   |            |
| 572 - 20 | "Let's Go Fly a Coot"           |                   | Jeff Westbrook                 | 3 maj 2015        | 16 november 2015  | TABF13     |
| Bart börjar röka får att imponera på Milhouses kusin, Annika. Farfar börjar berättar om när han var i U.S. Air Force. Gästskådespelare Carice van Houten. |                                 |                   |                                |                   |                   |            |
| 573 - 21 | "Bull-E"                        |                   | Tim Long                       | 10 maj 2015       | 23 november 2015  | TABF15     |
| Bart blir mobbad på skoldansen och Marge får Springfield att införa en anti-mobbning lag. Homer blir arresterad och hamnar på rehab efter mobbat Ned. Gästskådespelare Albert Brooks och Johnny Mathis. |                                 |                   |                                |                   |                   |            |
| 574 - 22 | "Mathlete's Feat"               |                   | Michael Price                  | 17 maj 2015       | 30 november 2015  | TABF16     |
| Springfield Elementary tappar all teknologi och Lisa gör om skolan inspirerad av Waldorfpedagogiken. Willie börjar lära ut matte. |                                 |                   |                                |                   |                   |            |

### Fotnoter
1. ↑  Ulla Sundström (30 september 2014). ”Nu vet vi vem som dör i Simpsons”. Göteborgsposten. Arkiverad från originalet den 25 december 2015. https://web.archive.org/web/20151225042010/http://www.gp.se/kulturnoje/1.2504110-nu-vet-vi-vem-som-dor-i-simpsons. Läst 24 december 2015.